# Georg Jensen A/S
Georg Jensen A/S, tidigare Georg Jensens Sølvsmedie A/S, är ett danskt företag som framställer och säljer designprodukter såsom metallarbeten, smycken och klockor. 

## Historik

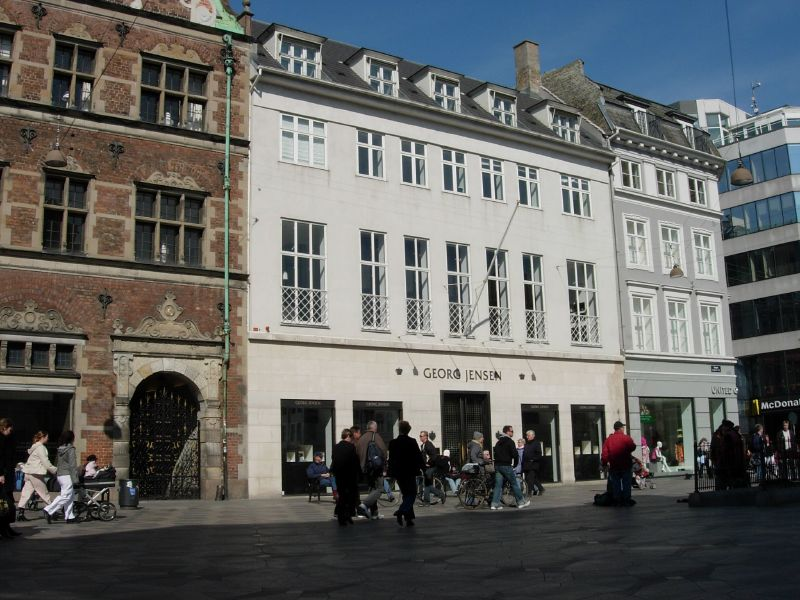
En Georg Jensen-butik på Strøget i Köpenhamn.

Företaget grundades av silversmeden Georg Jensen den 19 april 1904 då Jensen öppnade en liten smedja på Bredgade 36 i Köpenhamn där han tillverkade silverarbeten i jugendstil. År 1916 omvandlades företaget till aktiebolag under namnet Georg Jensen & Wendel. Företaget skaffade sig snabbt en rad filialer i andra storstäder som Berlin 1909, Stockholm 1918, Paris 1918, London 1921 och New York 1924. Trots att Jensen tilldelades ett flertal priser och sålde allt bättre gick företaget dåligt och 1924 trädde han tillbaka som vd. Han fortsatte dock som konstnärlig ledare till sin död år 1935. Som vd inträdde civilingenjören P.A. Pedersen som vid sin död 1937 efterträddes av sonen Anders Hostrup-Pedersen som ledde företaget till 1970. 
Som konstnärlig ledare efterträddes Jensen av sin svåger Harald Nielsen vid sin död 1937. Även Jensens nästäldsta son Jörgen Adolf Harding Jensen (1895-1966) var engagerad i företagets ledning. De fortsatte med inriktningen att sälja högkvalitativa silverföremål och utvidgade sortimentet med produkter av andra formgivare som Sigvard Bernadotte, Magnus Stephensen, Arne Jacobsen, Verner Panton, Finn Juhl, Henning Koppel, Nina Koppel och Erik Magnussen. Under 1960- och 1970-talen togs skulptural utformade smycken och armbandsklockor med i sortimentet, dessa var formgivna av bl. a. Nanna Ditzel och Vivianna Bülow-Hübe. Även Georg Jensens tredje son Sören Georg Jensen arbetade som designchef i företaget mellan 1962 och 1974. Han var även skulptör och silversmed. 
Georg Jensen Sølvsmedie köptes 1973 upp av Den kongelige Porcelainsfabrik som från 1985 var en del av Royal Copenhagen (efter fusionen med Holmegaard Glasværk och Bing & Gröndahl) och från 1997 Royal Scandinavia (efter fusionen med Orrefors Kosta Boda, Boda Nova och Höganäs Keramik). Georg Jensen A/S såldes 2010 vidare till det Bahrainägda företaget Investcorp.

## Bilder

Silverföremål skapade av Georg Jensen
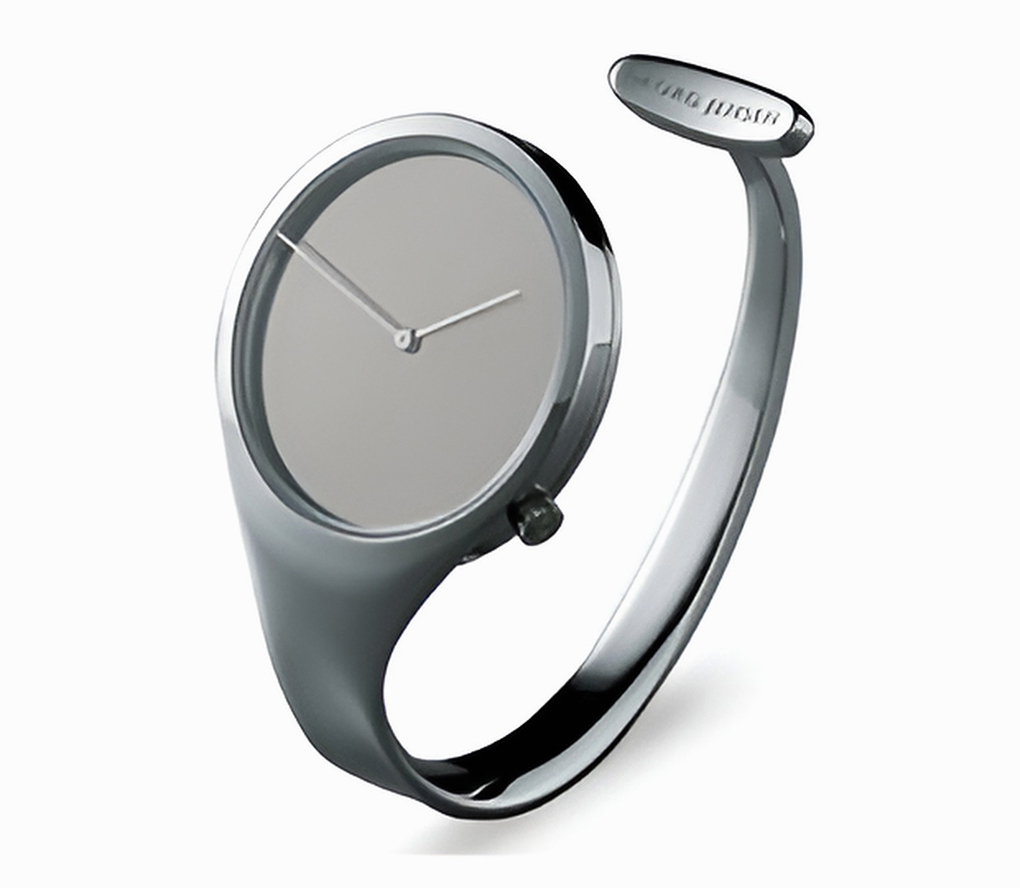
Armbandsuret Vivianna skapat av Torun Bülow-Hübe 1962.
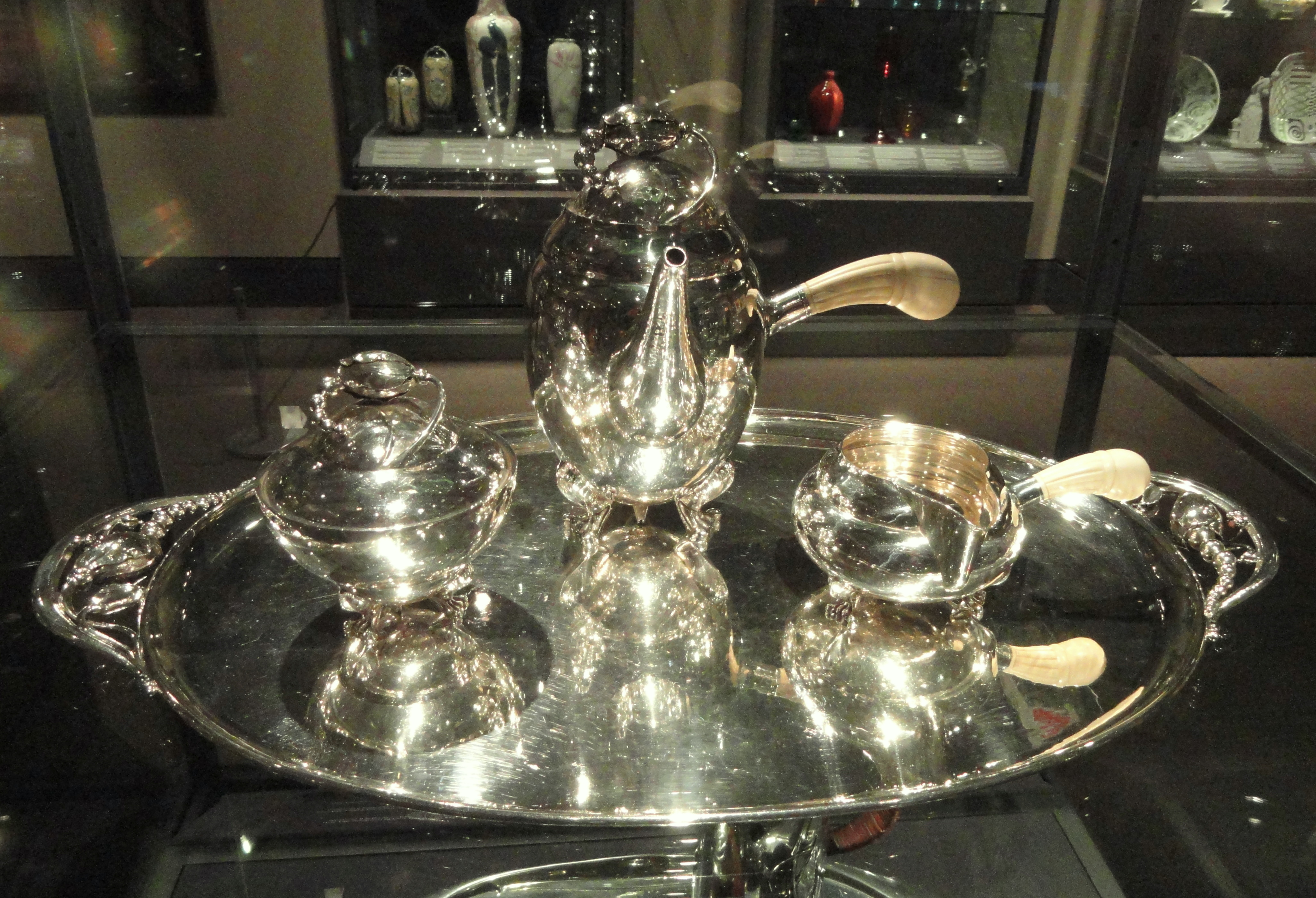
Servis 1905-1908.
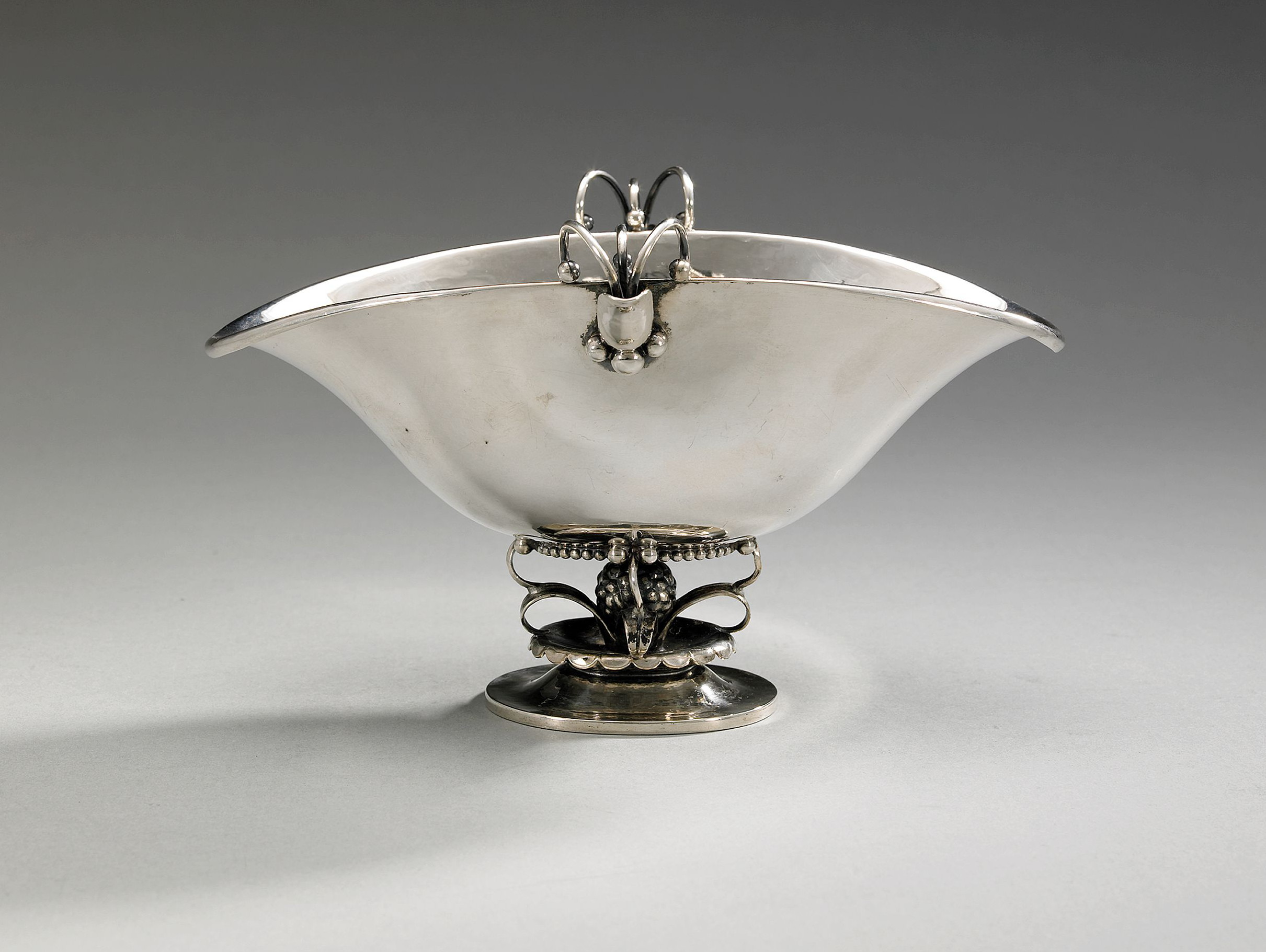
Skål 1910.
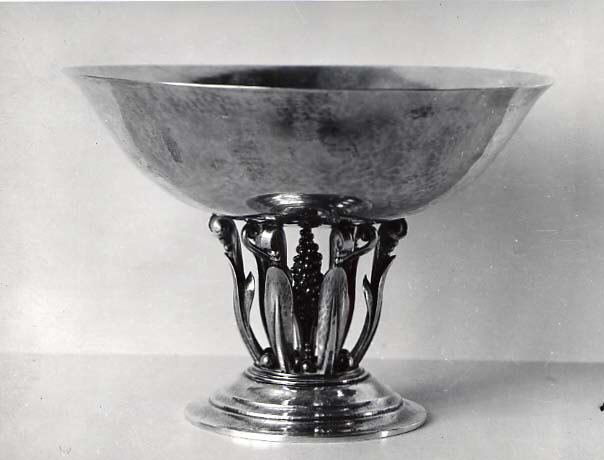
Skål 1918.
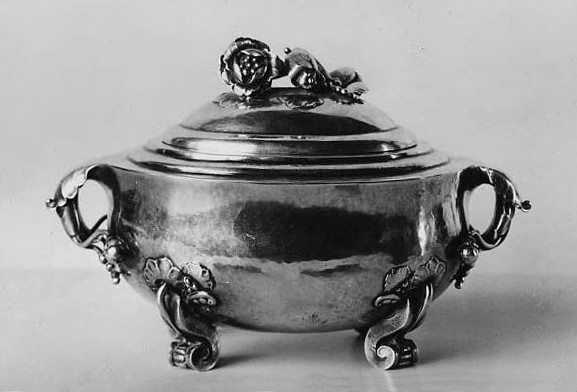
Sockerskål 1920-tal.

Modern design av firman Georg Jensen
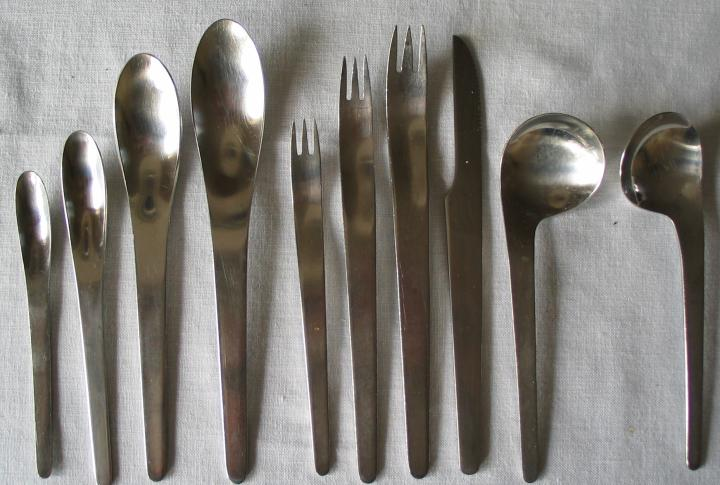
Arne Jacobsens bestik.
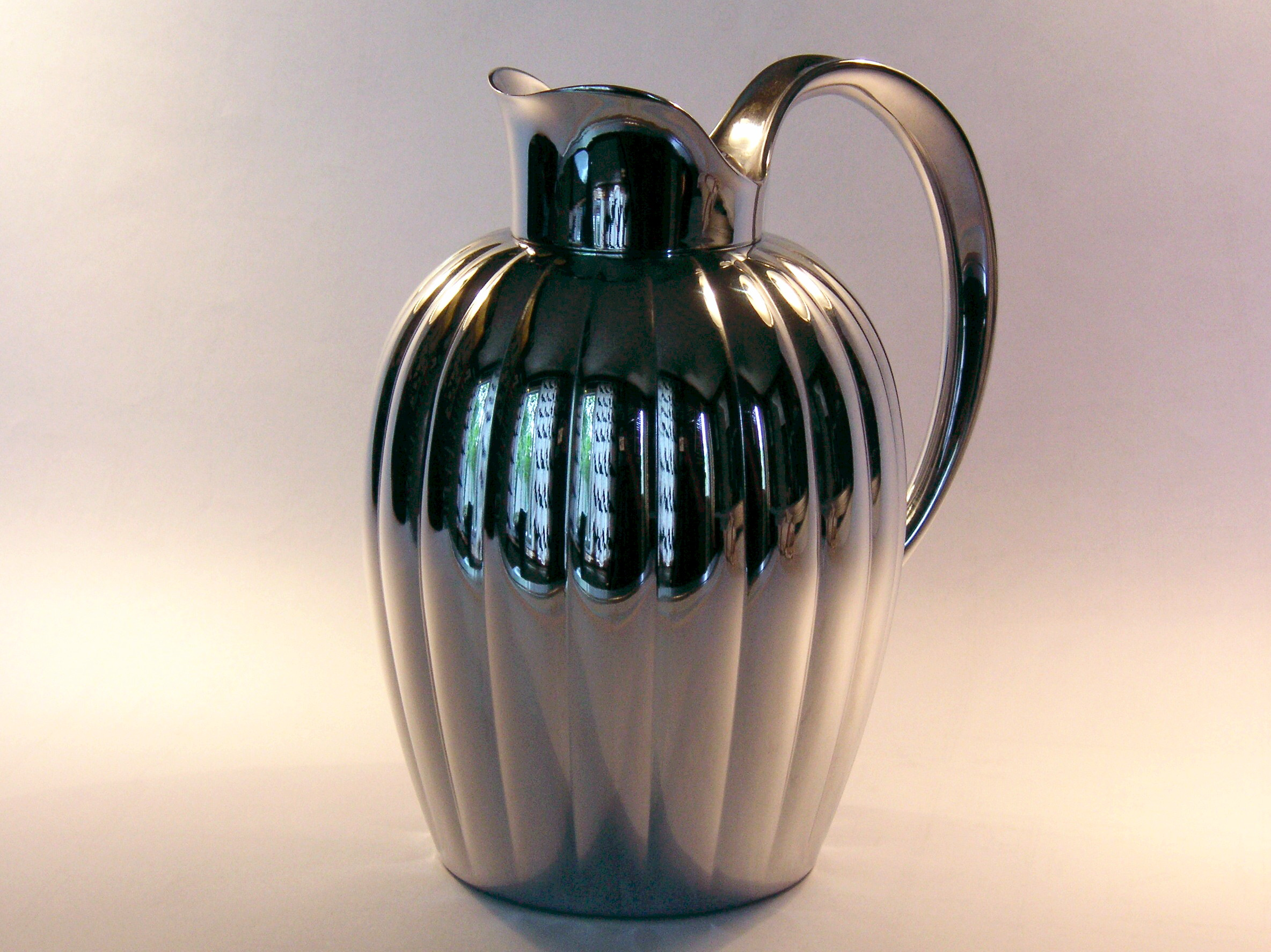
Termoskanna efter Sigvard Bernadottes gräddkanna
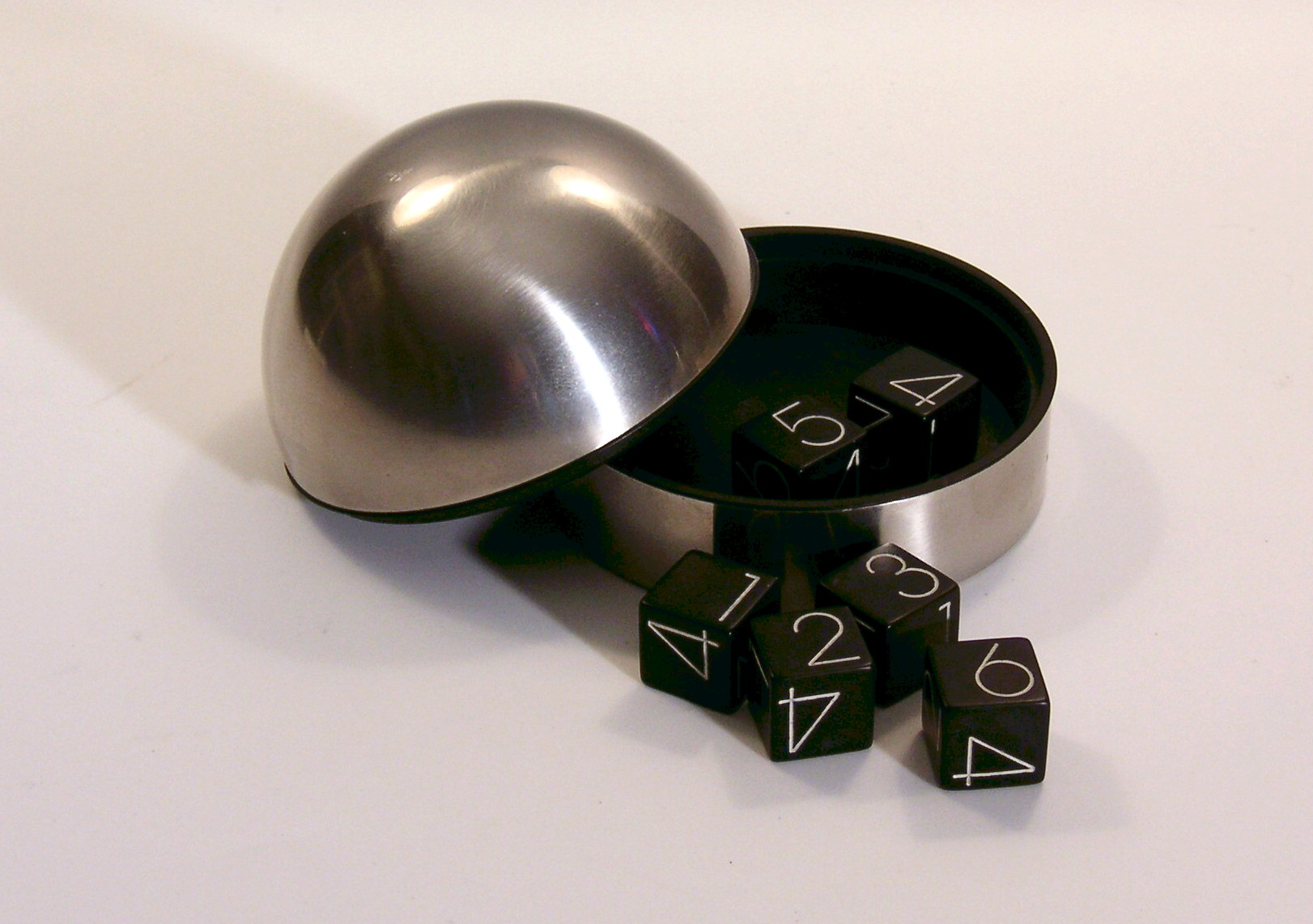
Dan Christensens tärningsbägare.
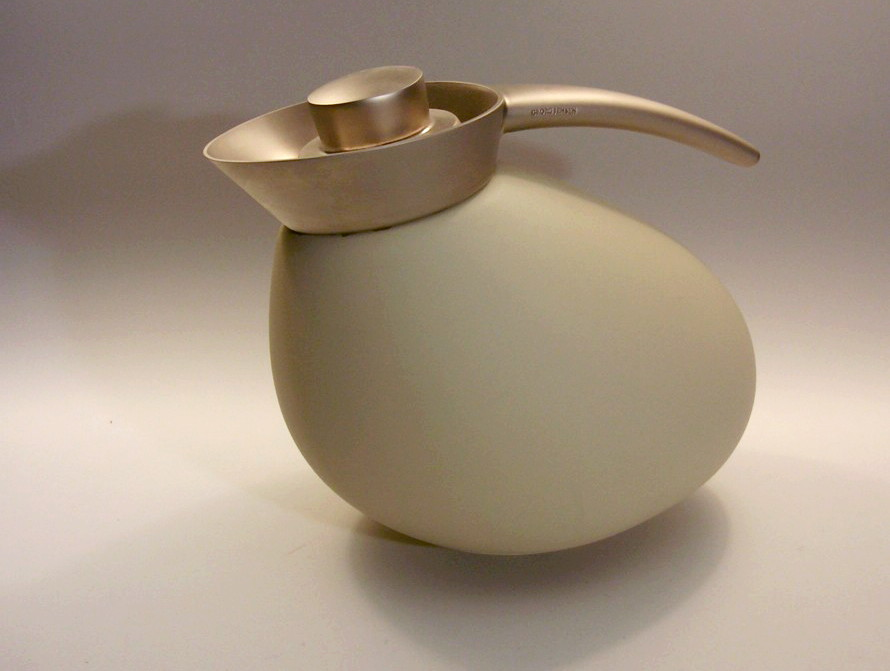
Maria Berntsens termoskanna "Quack".
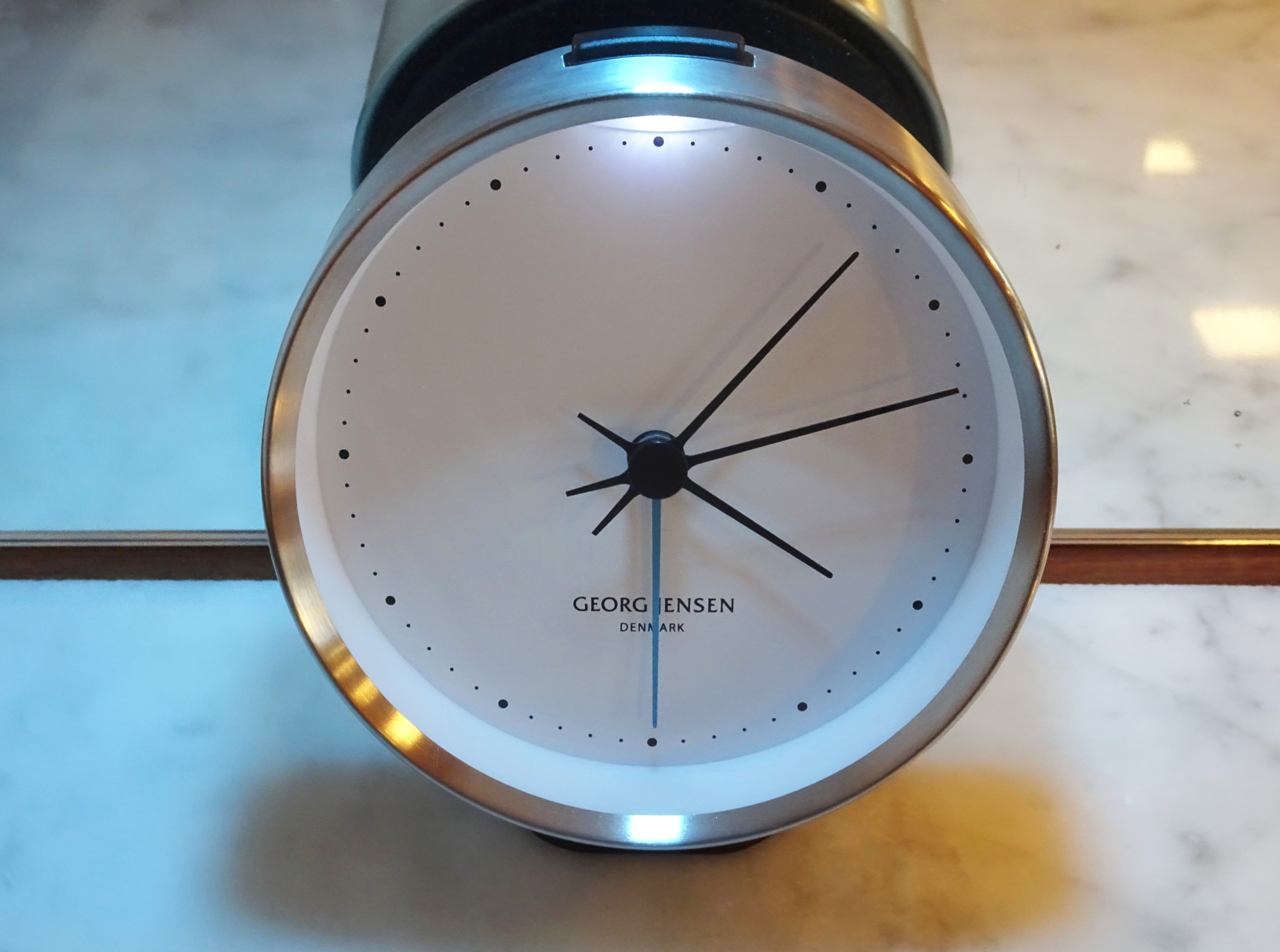
Henning Koppels väckarklocka.